# 一日情人
《一日情人》（法語：L'Amant d'un jour）是由菲利普·加瑞尔执导的法国电影。它在2017年戛纳电影节的导演双周部分放映，并赢得了SACD奖。加瑞尔执导的爱情三部曲的第三部，第一部是《嫉妒》（2013），第二部是《女人的阴影》（2015）。

## 剧情
一位名叫吉尔斯（埃里克·卡拉瓦卡 饰）的哲学教授与他的学生阿丽亚娜（露易丝·谢维洛特 饰）是情人关系。吉尔斯的女儿珍妮（艾斯特·加瑞尔 饰）与男朋友分手后回到家中，发现她的父亲正在和一个与她年龄相仿的女子同居。

## 人物
- 埃里克·卡拉瓦卡 饰 吉尔斯
- 艾斯特·加瑞尔 饰 珍妮
- 露易丝·谢维洛特 饰 阿丽亚娜

## 发行
《一日情人》于2017年5月19日在戛纳电影节的导演双周部分进行了全球首映。不久后，电影由MUBI获准美国、英国和爱尔兰的电影发行权，并于2017年5月31日在法国上映，于2017年10月10日在纽约电影节上映。

## 评价
《一日情人》受到了电影评论家的广泛好评。据烂番茄网站的资料显示，在影片获得的40条评论中，正面评价占83％，平均得分为6.7/10。在Metacritic网站上，影片获得普遍好评，共计6条评论数据显示，影片的加权平均分为76/100。
来自《Variety》杂志的Pamela Pianezza称“这是一部迷人又精致的浪漫剧情片——即使这在很大程度上是预料之中的事——它展现了一位已经被人熟知和尊重的法国导演的出色表现。”
《电影手册》将该影片列为2017年十佳电影中的第六名。